# Convair B-36
Il Convair B-36 tra il 1947 e il 1958 è stato il bombardiere intercontinentale per eccellenza in forza allo Strategic Air Command statunitense. Pur non avendo mai ricevuto un nome ufficiale, venne soprannominato Peacemaker (Pacificatore) in base alla proposta avanzata dalla stessa Convair, a seguito di un concorso lanciato tra i dipendenti dell'azienda per trovare un nome al velivolo. Gli equipaggi invece lo soprannominarono Magnesium Overcast.
Il B-36 è il più grande aereo da bombardamento mai costruito, con i suoi 6 motori da 3 600 hp e l'aggiunta successiva di 4 turbogetti. Rimase in servizio fino al 1958, quando le sue prestazioni vennero superate sia dai jet da caccia, sia dalla nuova generazione di bombardieri (come il B-52).

## Storia

### Sviluppo
Il Convair B-36 fu il risultato di una specifica dell'United States Army Air Corps, risalente al 1941: all'epoca, di fronte alla possibilità che la Germania occupasse il Regno Unito, le autorità statunitensi richiesero un bombardiere intercontinentale con il quale poter colpire il nemico partendo dalle basi nella madre patria.
La specifica in questione prevedeva un velivolo che fosse in grado di trasportare oltre 4 500 kg di bombe (10 000 lb) a circa 5 500 km (3 400 mi) e che fosse in grado di volare a oltre 480 km/h (300 mph) ad un'altezza massima di 10 760 m (35 300 ft).
Al termine della selezione, tra varie proposte, la scelta dell'USAAC premiò il Model 37 della Consolidated Aircraft Corporation (che sarebbe successivamente confluita nella Convair): il 15 novembre 1941 l'USAAC firmò l'ordine per due prototipi designati XB-36.
Si trattava del progetto di un aereo mastodontico, che presentava l'insolita configurazione con sei motori disposti in posizione spingente, impennaggio a deriva doppia (ripresa da quella del B-24) e cabina di pilotaggio non sporgente dal diametro della fusoliera (come già per il B-29).

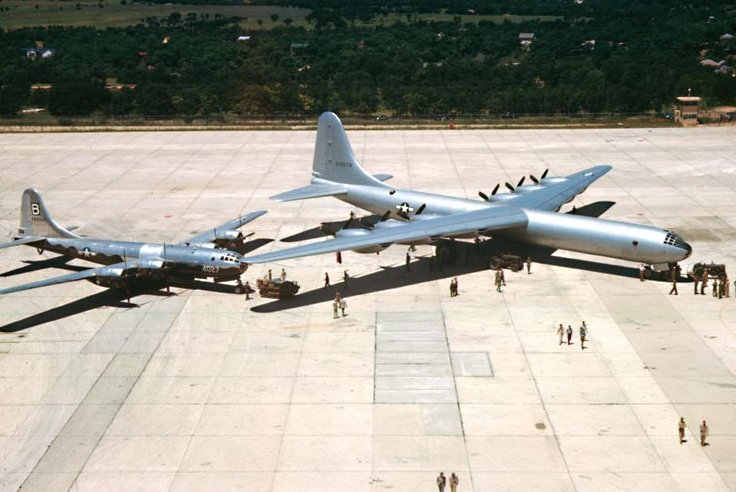
Il prototipo XB-36 di fianco ad un B-29.

Prima ancora di vedere la luce il progetto fu sottoposto a diverse modifiche, tra le quali la principale riguardò i piani di coda che acquisirono la configurazione definitiva con la singola deriva al termine della fusoliera.
Il primo prototipo completato lasciò la fabbrica l'8 settembre 1945, ma occorsero 11 mesi prima che potesse compiere il primo volo, l'8 agosto 1946. Le prime prove di volo furono soddisfacenti, anche se evidenziarono la scarsa visibilità dalla cabina di pilotaggio che nel secondo esemplare fu rialzata e dotata di un tettuccio a bolla. Tra le altre modifiche decise dopo le prime prove, l'installazione di una postazione all'estrema prua per un mitragliere (due mitragliatrici).
I primi esemplari di serie furono consegnati ai reparti nell'agosto del 1948, mentre era da poco cominciata la produzione della versione B-36B che era dotata di armamento difensivo completo, costituito da 16 cannoncini da 20 mm alloggiati a coppie in otto torrette: una di prua ed una di coda mentre le altre erano disposte lungo la fusoliera in postazioni telecomandate e retrattili, per mezzo di portelloni scorrevoli.
Nel 1947 fu proposto un velivolo da trasporto sviluppato dal progetto del B-36: un velivolo dalle enormi dimensioni (più grande di un Boeing 747) con la fusoliera riprogettata e dotata di doppio ponte per 410 soldati completamente equipaggiati o, in versione ospedale, 300 feriti. Dopo l'iniziale interesse della American Airlines, l'XC-99 (come l'aereo venne denominato) non ebbe sviluppi produttivi ed il prototipo fu impiegato dall'USAF come trasporto fino al 1957.

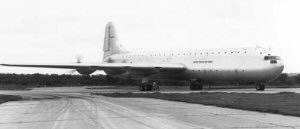
L'unico esemplare di XC-99.

La ricerca di potenze propulsive sempre più elevate si dimostrò determinante per lo sviluppo del B-36: dapprima fu proposta una versione con motori nella più classica configurazione ad eliche traenti (scartata), poi furono potenziati i motori già impiegati (che passarono da 3 000 a 3 500 hp). In ultimo un B-36B fu dotato di motori turbogetto installati a coppie in gondole sotto le semiali. I motori installati erano inizialmente quattro Allison J35, presto sostituiti da altrettanti General Electric J47 che sviluppavano 23,05 kN. In base al miglioramento delle prestazioni, tutti i velivoli preesistenti furono adeguati a questo standard.

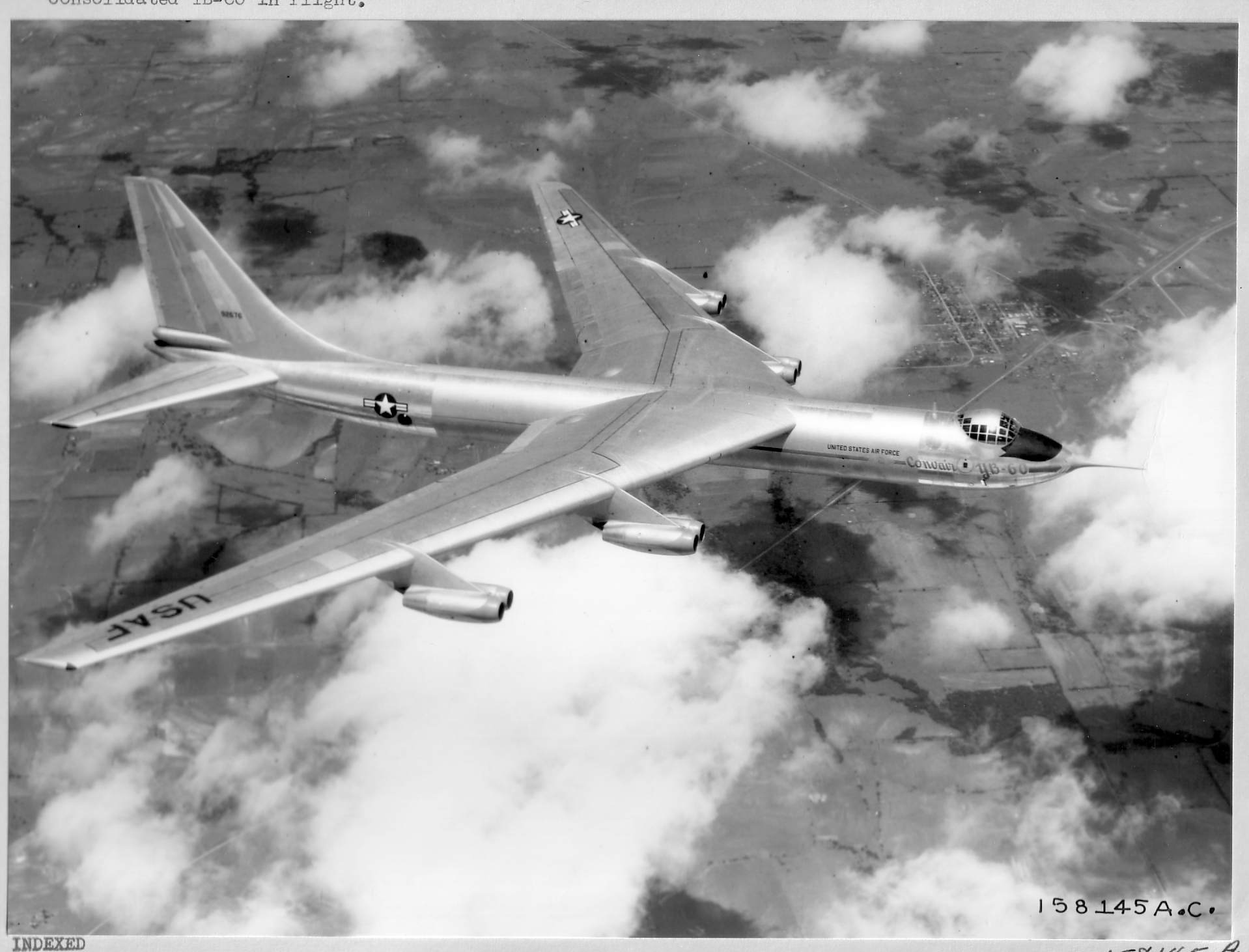
L'YB-60 in volo.

Il passo successivo fu un progetto modificato che, pur riproponendo la fusoliera originale, presentava ali a freccia e motorizzazione esclusivamente a turbogetto (8 Pratt & Whitney J57 disposti in 4 gondole accoppiate agganciate alle semiali). Questo velivolo, inizialmente indicato come B-36G, volò nell'aprile del 1952 ma fu presto ridesignato YB-60; presentato in risposta alla specifica che avrebbe portato al successore del B-36, fu surclassato dal Boeing B-52 Stratofortress.
Lo sviluppo della cellula del B-36 era dunque giunto a maturità; le versioni successive, la parte preponderante della produzione del velivolo, furono caratterizzate da affinamenti del progetto: dapprima furono migliorati gli apparati radar e gli impianti interni (B-36H) poi furono installati serbatoi nei tronchi alari esterni ed irrobustito il carrello di atterraggio (B-36J).
Furono costruite altre versioni in relazione ai progetti speciali pensati dallo Strategic Air Command dell'USAF.

### Impiego operativo
Il B-36, considerando tutte le versioni prodotte, fu in servizio con lo Strategic Air Command dell'United States Air Force tra il 1948 ed il 1958.
Le basi dalle quali operò nei diversi reparti erano tutte sul continente americano ed a Portorico anche se, con una certa frequenza, venivano rischierati all'estero (soprattutto in Gran Bretagna).
Il primo reparto equipaggiato con il Peacemaker fu il 7th Bombardment Wing, operante nella Carswell AFB (nei pressi di Fort Worth, Texas): sul lato opposto dell'aeroporto erano situati gli stabilimenti della Convair.
Nel corso della sua vita operativa il B-36 non venne mai impiegato in operazioni di guerra, ma il suo nome rimarrà legato a diversi progetti sperimentali che lo videro impegnato a lungo.
Tra gli altri eventi degni di nota ci furono senz'altro due incidenti che coinvolsero velivoli che stavano operando con un ordigno nucleare a bordo (evento definito, in codice, Broken Arrow).
Il primo di questi ebbe luogo il 13 febbraio 1950 quando l'equipaggio del B-36B, n° di serie 44-92075, fu costretto ad abbandonare il velivolo a seguito di un incendio ai motori al largo della Columbia Britannica: l'ordigno (una bomba Mk 4 non armata) venne sganciato dall'equipaggio prima di abbandonare l'aereo.
Nel secondo caso, il 22 maggio 1957 l'equipaggio di un B-36 sganciò accidentalmente una bomba all'idrogeno "Mark 17" in una zona deserta prima di atterrare alla Kirtland AFB di Albuquerque, Nuovo Messico. Anche in questo caso la bomba non era armata e si ebbe solamente l'esplosione dell'esplosivo convenzionale. Entrambi gli incidenti rimasero coperti dal segreto per decenni.

### Programmi sperimentali

#### Progetto FICON

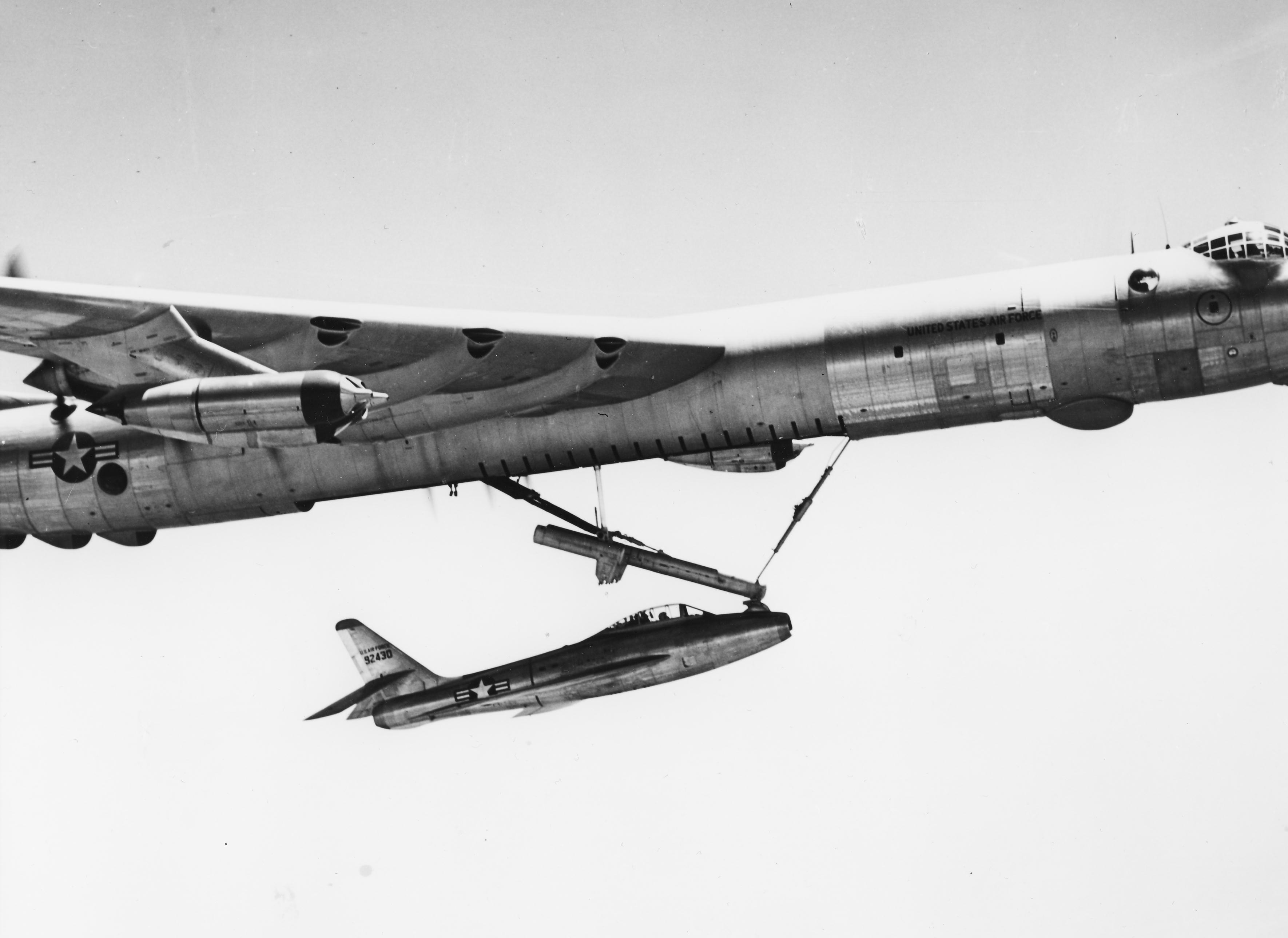
La fase del recupero del caccia, durante il volo.

Il progetto FICON (dall'inglese FIghter (Caccia) CONveyor (Trasportatore)) era un programma sviluppato dall'USAF durante gli anni cinquanta per testare la possibilità di impiegare un caccia parassita a bordo di un bombardiere strategico, al fine di fornire copertura aerea anche a distanze solitamente non raggiungibili dai normali aerei da caccia. In particolare il progetto si rivolgeva al B-36 in quanto, per l'epoca, era il bombardiere ad avere la maggiore autonomia operativa.
Inizialmente nel ruolo di caccia di scorta era previsto l'impiego del McDonnell XF-85 Goblin, ma i problemi emersi in volo ed i limiti di manovrabilità del velivolo portarono all'abbandono del suo progetto. Vennero così scelti i velivoli della famiglia F-84: sia gli F-84E (ad ala dritta), sia i cacciabombardieri F-84F (con ala a freccia), anche in versione RF-84F.
Per questi velivoli, ovviamente in considerazione delle rispettive caratteristiche operative, furono considerati anche ruoli di ricognizione fotografica o di bombardamento: per quest'ultimo in particolare, grazie alla disponibilità di ordigni nucleari di dimensioni adeguate, era previsto che l'attacco fosse realizzato direttamente dal cacciabombardiere, in ragione delle sue maggiori velocità e rapidità di manovra.
Il progetto FICON ebbe una breve vita operativa (tra il 1955 ed il 1956), prima che l'aviazione decidesse di scegliere la strada del rifornimento in volo.

#### Progetto Tom-Tom

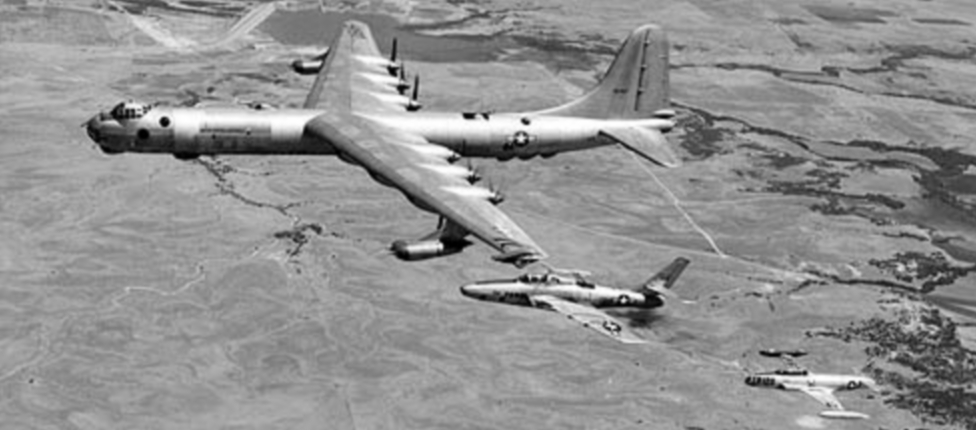
Prove di volo con il caccia agganciato all'estremità alare.

Il progetto Tom-Tom era un altro programma sviluppato dall'USAF durante gli anni cinquanta per testare la fattibilità di impiegare due velivoli come caccia parassita collegati, alle estremità alari, ad un bombardiere intercontinentale. In questo modo al bombardiere venivano assicurati caccia di scorta che, rimorchiati dall'aereo madre, potevano operare solo nel momento della necessità, indipendentemente dalla loro autonomia.

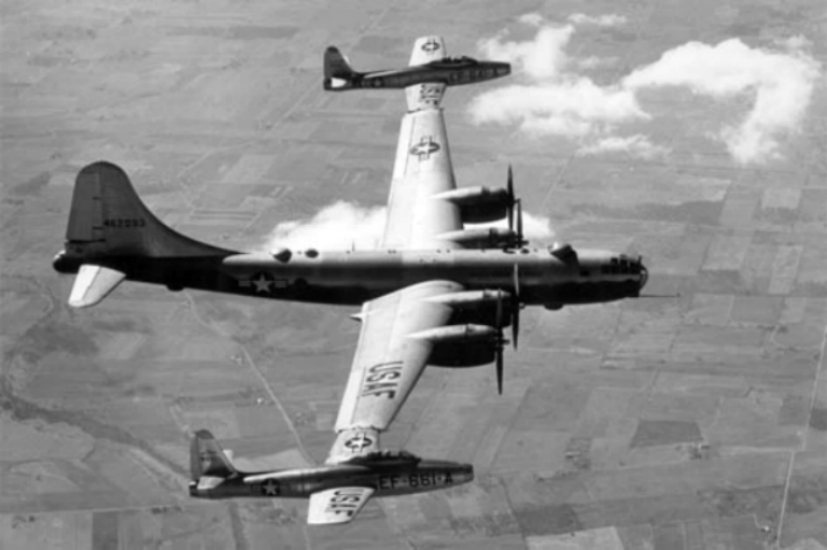
Il B-29 del progetto Tip-Tow, con i due caccia agganciati.

Nei voli sperimentali relativi al progetto Tom-Tom vennero utilizzati un RB-36F (numero di serie 49-2707) e due RF-84F Thunderflash (numeri di serie 51-1848 e 51-1849); il progetto fu sviluppato tra il 1952 ed il 1953 e successivamente abbandonato, sia in virtù delle attese suscitate dagli esperimenti sul rifornimento in volo, sia a causa problemi di aggancio in volo dovuti alle turbolenze che si creano alle estremità alari che portarono, il 24 aprile 1953, ad un incidente in volo nel quale andarono perduti, nell'ambito dell'analogo progetto definito Tip-Tow, un Boeing B-29 (numero di serie 44-62093) e due EF-84B Thunderjet (numeri di serie 46-0641 e 46-0661).

#### Progetto NEPA
Il primo progetto relativo alla possibilità di impiegare la propulsione nucleare per un aereo fu della Fairchild Engine and Airplane Corp. che, già nel 1945, prospettò alle autorità la possibilità di passare alla fase sperimentale.
Lo scetticismo che, ancora nel 1948, serpeggiava negli ambienti dell'AEC in merito al programma NEPA (Nuclear Energy Propulsion for Aircraft, Energia Nucleare per la Propulsione Aeronautica), indusse le autorità a commissionare uno studio di fattibilità al Massachusetts Institute of Technology: nel 1950, in base a tale studio, venivano indicati in 15 anni i tempi di realizzazione, con la prospettiva di vantaggi rispetto alle tecnologie tradizionali.

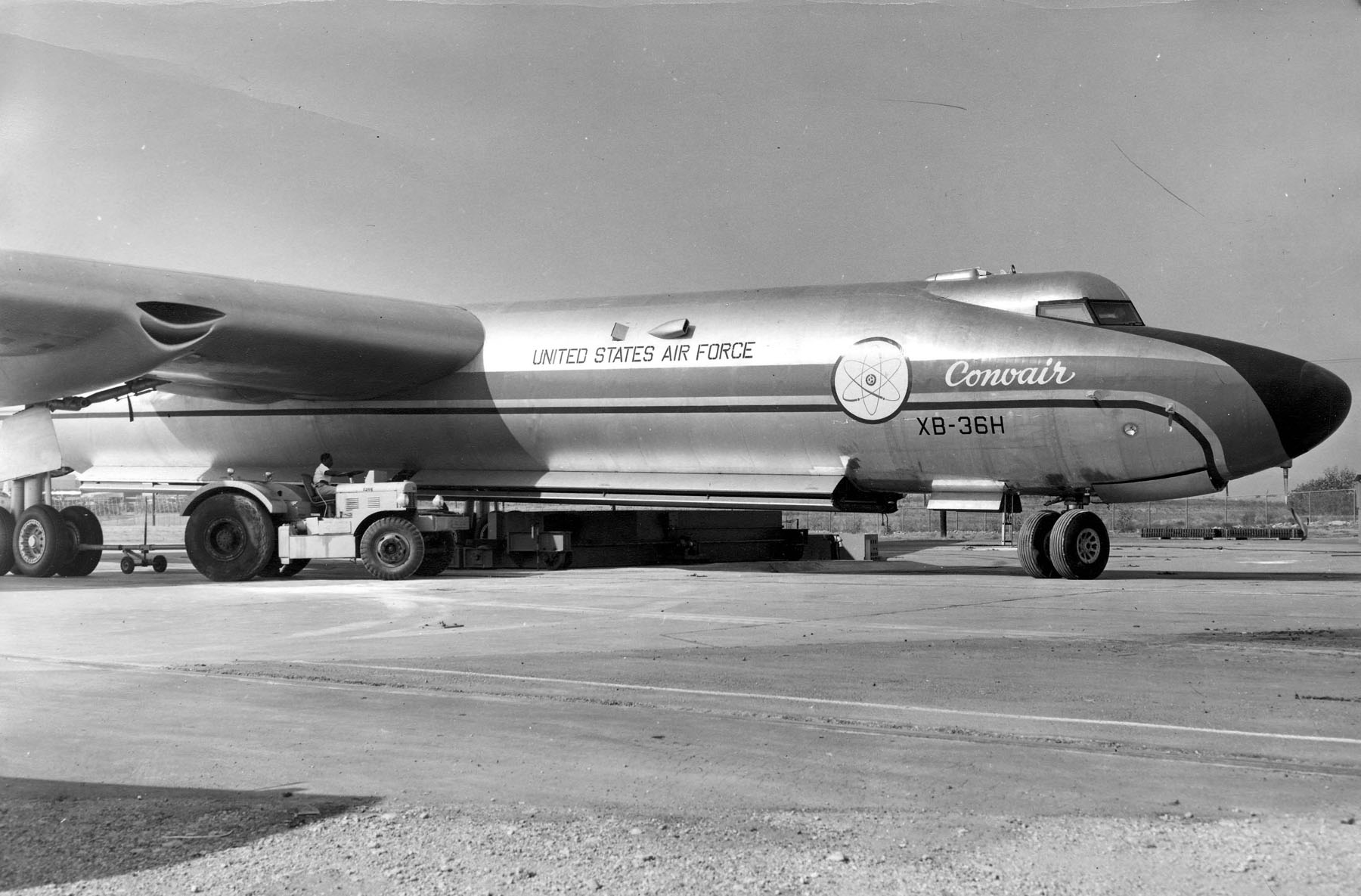
La sezione di prua del nuovo XB-36H.

L'incarico per la realizzazione di un reattore adeguato venne assegnato alla General Electric, mentre la Convair ricevette (nel febbraio del 1951) l'ordine per 3 esemplari modificati del B-36: il primo sarebbe servito come banco di prova per le schermature agli impianti (dato il particolare tipo di propulsore, le difficoltà create dalle radiazioni sarebbero state notevoli), mentre gli altri due avrebbero dovuto fungere da prototipi per la sperimentazione (venne loro attribuita la sigla X-6).
Il primo B-36 modificato venne indicato dal costruttore come XB-36H Crusader, ma il Pentagono dispose la modifica della sigla in NB-36H.
Il muso del velivolo venne completamente ridisegnato, con l'abitacolo circondato da uno scudo antiradiazioni (costituito da piombo e gomma, per un peso di quasi 12 t) mentre la fusoliera venne dotata di prese d'aria laterali nella parte posteriore, per l'alimentazione del reattore.
Il reattore nucleare era funzionante ma, in questa prima fase sperimentale, non forniva propulsione: l'aereo si affidava quindi alla normale motorizzazione; il primo volo ebbe luogo nel settembre 1955 e fu seguito da altre 46 missioni, l'ultima delle quali nel marzo 1957.

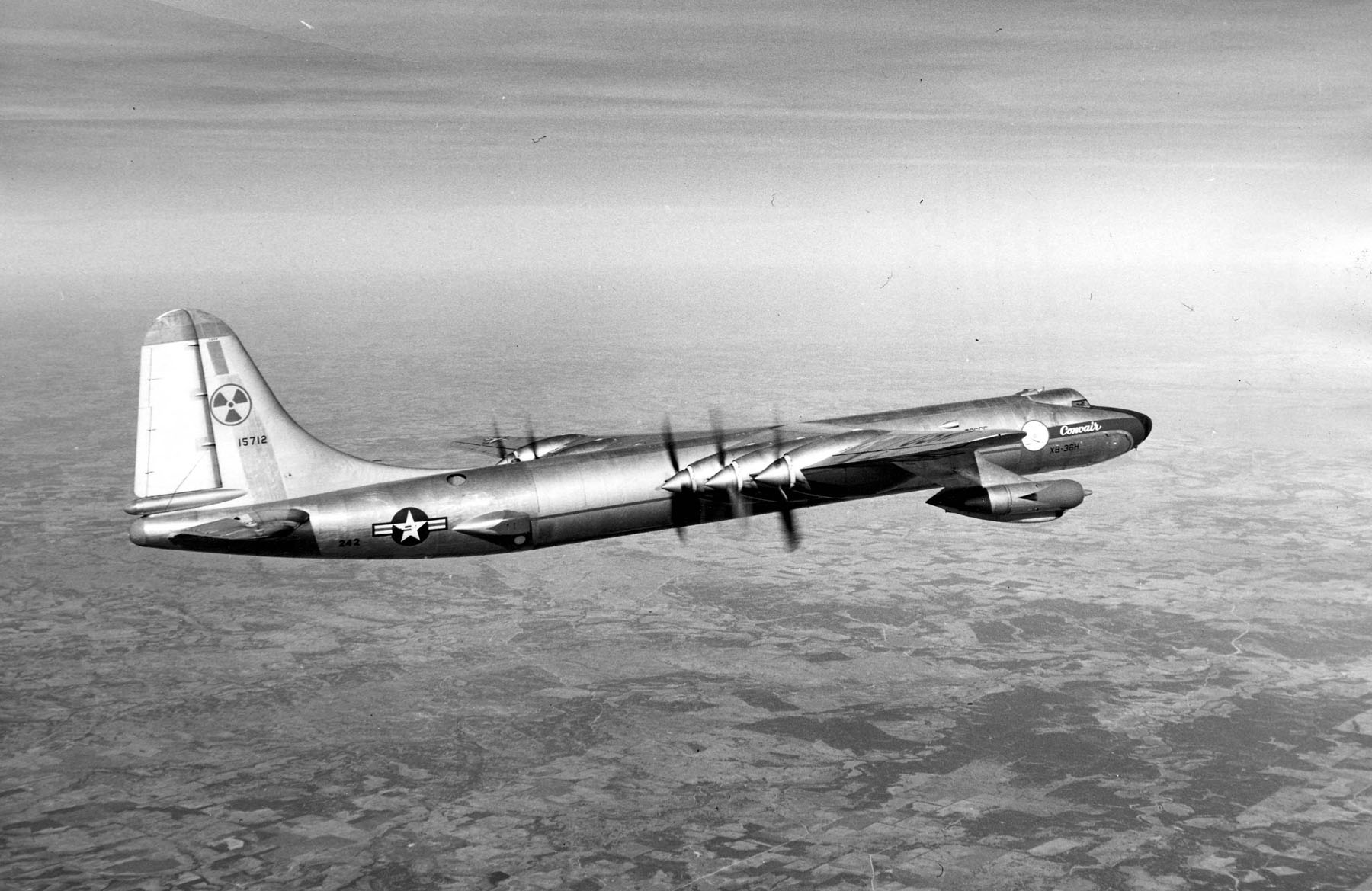
Il NB-36H in volo. Si noti il simbolo posto sul timone di coda.

I pericoli sempre incombenti durante il volo di un simile velivolo e lo sviluppo della tecnologia nel campo dei motori tradizionali portarono l'USAF all'abbandono del progetto, anche se gli studi proseguirono con reattori basati a terra.

## Descrizione tecnica

### Struttura
Il B-36 era un grande monoplano ad ala alta, con fusoliera di sezione circolare. Il volume interno era di circa 510 m³ ed addirittura nelle ali vi erano gallerie, che consentivano la manutenzione dei motori, alte oltre 2,10 m (in tal modo vi si poteva accedere in posizione eretta). L'altezza dell'impennaggio verticale (14,22 m) spesso costringeva a tenere la coda all'esterno degli hangar.

### Motore
I sei motori a pistoni che equipaggiavano il Peacemaker fin dal progetto originale erano i radiali Pratt & Whitney R-4360. Questi grossi motori a 28 cilindri, disposti su 4 stelle, furono i motori stellari più potenti mai prodotti per l'aviazione.
Essi erano disposti in posizione spingente, anche se tale disposizione causò qualche problema: il progetto dei motori era realizzato per la più consueta posizione traente ed in particolare era previsto che i carburatori venissero riscaldati (soprattutto alle quote più elevate) dal flusso d'aria proveniente dai cilindri. In questo caso il flusso d'aria investiva direttamente i carburatori, senza alcuna possibilità di riscaldarli. In particolare in presenza di umidità, si rischiava la formazione di ghiaccio nelle prese d'aria dei carburatori che, modificando la composizione della miscela aria/carburante, portava all'aumento della produzione di gas incombusti che a loro volta potevano prendere fuoco improvvisamente fino a determinare, in casi estremi, la perdita del velivolo.
A partire dalla versione B-36D ai motori a pistoni venne affiancato l'impiego di turbogetti: vennero installate (in una gondola subalare situata nella parte esterna di ciascuna semiala) due coppie di motori General Electric J47 che garantirono un significativo incremento nelle prestazioni del velivolo, in termini di velocità e capacità di carico.

### Armamento
Suddivise in quattro vani bombe, il B-36 era in grado di trasportare normalmente poco meno di 21 000 kg. Era possibile, riducendo l'autonomia operativa, arrivare a trasportare fino a poco oltre i 39 000 kg: oltre 10 volte le possibilità di un B-17.
Il B-36 non fu progettato come bombardiere nucleare perché, all'epoca, tali armi erano coperte dal più stretto segreto militare. Il B-36 assunse tale ruolo appena entrò in servizio e rimase l'unico mezzo in grado di sganciare le grosse bombe ad idrogeno Mark-17 fino all'entrata in servizio del B-52. Nei voli che prevedevano l'impiego di tali ordigni era necessario unificare due vani bombe attigui.
L'armamento difensivo era costituito da 16 cannoni automatici da 20 mm disposti appaiati in 8 torrette: sei erano disposte in fusoliera (quattro dorsali e due ventrali) in postazioni retrattili, mentre le due restanti erano fisse e disposte alle estremità del velivolo.

## Versioni

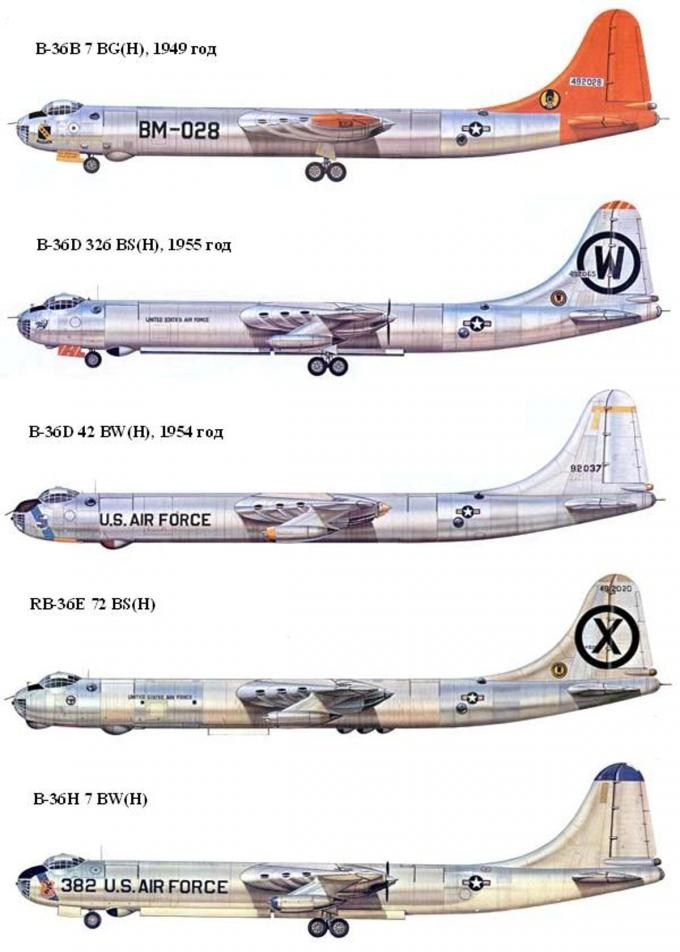
Convair B-36 versioni

- XB-36: primo prototipo, l'abitacolo non sporgeva dal profilo della fusoliera;
- YB-36: secondo esemplare costruito, era dotato di tettuccio della cabina di pilotaggio "a bolla"; venne modificato e ribattezzato YB-36A e, successivamente, riconvertito in RB-36E;
- YB-36A: nuova denominazione del singolo esemplare di YB-36 che venne modificato nel carrello che assunse la configurazione con quattro ruote;
- B-36A: prima versione di serie; prodotta in 22 esemplari, dei quali 21 vennero successivamente riconvertiti in RB-36E;
- B-36B: seconda versione di serie; a partire da questa versione i velivoli erano dotati di torrette difensive telecomandate completamente retrattili in fusoliera. Venne prodotta in 76 esemplari, di cui 64 successivamente ricondizionati allo standard B-36D;
- B-36C: designazione assegnata ad una versione prevista con motori disposti nella più consueta configurazione ad elica trattiva. Non andò oltre lo stato progettuale;
- B-36D: prima versione dotata di motori turbogetto in aggiunta ai sei motori a pistoni (quattro, disposti accoppiati in due gondole alle estremità di ciascuna semiala). Vennero prodotti 22 esemplari oltre a quelli ricondizionati delle precedenti versioni;
  - RB-36D: versione da ricognizione, il cui equipaggio (per le diverse funzioni) era formato da 22 persone;
  - GRB-36D: 10 esemplari di B-36D modificati, secondo il progetto FICON, adeguati al trasporto dei relativi caccia di scorta;
- RB-36E: versione da ricognizione, ottenuta tramite la riconversione del singolo YB-36A, di esemplari della serie B-36A e di altri esemplari di versioni da ricognizione;
- B-36F: 34 esemplari dotati di propulsori modificati; due velivoli vennero successivamente modificati in prototipi per una nuova versione e ribattezzati YB-36G;
  - RB-36F: nuova versione da ricognizione, dotata di serbatoi di maggior capacità. Prodotta in 24 esemplari.
  - GRB-36F: un singolo esemplare, modificato per il trasporto di caccia, nell'ambito del progetto Tom-Tom;
- YB-36G: due esemplari della serie B-36F modificati mediante l'impiego di 8 motori turbogetto (senza più motori a pistoni) Pratt & Whitney J57; vennero ridenominati YB-60 e presentati in risposta alla specifica che avrebbe dato vita al B-52;
- B-36H: versione da bombardamento caratterizzata da ammodernamento dell'avionica e dell'impiantistica interna; vennero costruiti 83 velivoli;
  - RB-36H: analoga versione da ricognizione, prodotta in 73 esemplari;
  - DB-36H: tre velivoli della serie B-36H vennero modificati per l'utilizzo del missile a testata nucleare Bell GAM-63 RASCAL (arma del tipo stand off a guida radar, il cui programma venne successivamente cancellato nel 1958);
  - NB-36H: un singolo aereo modificato per il trasporto di un reattore nucleare, nell'ambito del progetto X-6;
- B-36J: ultima versione di serie, munita di serbatoi di carburante nei tronchi alari esterni e di carrello irrobustito;
- XC-99: un singolo esemplare di aereo da trasporto basato sulla cellula del B-36 (dotato solo dei 6 motori a pistoni e di fusoliera più ampia); venne impiegato per diverso tempo dall'USAF: dotato di doppio ponte poteva trasportare fino a 410 soldati completamente equipaggiati.

I dati relativi alle versioni sono tratti da L'Aviazione

## Paesi utilizzatori
Stati Uniti
- United States Air Force

## Modellismo
- (EN) B-36 Peacemaker, su Cybermodeler Online, http://www.cybermodeler.com. URL consultato il 28 giugno 2009.